# اسفار اربعه (کتاب)
اسفار اربعه با نام کامل الحکمة المتعالیة فی الأسفار العقلیة الاربعة از معروف‌ترین آثار صدرالدین شیرازی جزو اولین کتاب و در سن ۳۵ سالگی شامل نظرات فلسفی او در حکمت متعالیه است که در چهار فصل (اول امور عامه وجود؛ دوم در جواهر و اعراض؛ سوم در خداشناسی و صفات او؛ چهارم در نفس و معاد) تنظیم شده و هر فصل آن با یکی از مراحل عملی و چهارگانه «مسافرت» های معنوی عرفا برای «رسیدن به خدا» که به اسفار اربعه مشهور است نامگذاری و هماهنگ شده‌است.در ضمن این کتاب کامل نمی‌باشد و نیازمند مطالعه و رجوع به دیگر آثار وی برای شناخت حکمت صدرایی و فهمیدن بهتر نظریات وی میباشد.  ترجمه فارسی کامل این اثر با عنوان «حکمت متعالیه در اسفار عقلی اربعه» توسط محمد خواجوی در انتشارات مولی منتشر شده‌است.

## اسفار اربعه
اسفار اربعه یا سفرهای چهارگانه بنا بر آثار و تعلیمات عارفان پیشین «مراحل عملی» یا در اصطلاح «مسافرت» های معنوی عرفا برای «رسیدن به خدا» است که ملاصدرا همنام و هماهنگ با آنها به شکل زیر کتاب خود را تنظیم کرده‌است.
| سفرهای چهارگانه عرفا                 | ترجمه فارسی سفرها               | تطبیق فصول کتاب اسفار                      |
| ------------------------------------ | ------------------------------- | ------------------------------------------ |
| سَفر اول: سفر من الخلق الی الحق       | مسافرت از مخلوقات تا خدا        | فصل (سِفر) اول: در امور عامه وجود           |
| سَفر دوم: سفر فی الحق بالحق           | مسافرت در مخلوقات با خدا        | فصل (سِفر) دوم: خداشناسی و صفات خدا         |
| سفر سوم: سفر من الحق الی الخلق بالحق | مسافرت از خدا تا مخلوقات با خدا | فصل (سِفر) سوم: در ربوبیت و افعال خدا       |
| سفر چهارم: سفر فی الخلق بالحق        | مسافرت در مخلوقات با خدا        | فصل (سِفر) چهارم: در نفس و معاد (علم النفس) |